# Rodoviário (Goiânia)
Rodoviário é um bairro pertencente ao município de Goiânia, capital de Goiás, na região central da cidade.
O bairro recebeu este nome por estar próximo do primeiro terminal rodoviário da cidade, presente em Campinas, cuja localização, mais tarde, foi transferida para a região entre os bairros Centro e Norte Ferroviário. Outros pontos, presentes no bairro, como o Departamento de Estradas e Rodagens (DERGO) e a Paróquia São Cristóvão, contribuíram para sua expansão e crescimento populacional.
Segundo dados do Instituto Brasileiro de Geografia e Estatística (IBGE), divulgados pela prefeitura, no Censo 2010 a população do Rodoviário era de 3 504 pessoas.